# Mycobacterium abscessus
Mycobacterium abscessus là vi khuẩn mycobacteria phát triển nhanh chóng. Nó được xếp vào mục lục với một phân loài của Mycobacterium chelonae cho tới năm 1992. M. abcessus có thể gây mãn tính bệnh phổi, nhiễm trùng vết thương sau chấn thương, bệnh tật, da phổ biến chủ yếu ở những bệnh nhân suy giảm miễn dịch.

## Nhiễm trùng ở người
Mycobacterium abscessus, và mycobacteria phát triển nhanh chóng khác (micobactérias de crescimento rápido - MCR) (chẳng hạn như fortuitum Mycobacterium và chelonae Mycobacterium) có thể là chất gây ô nhiễm các nguồn nước tự nhiên và đất và là những loài phổ biến nhất của bệnh nhiễm trùng do vi khuẩn như liên quan đến các vấn đề của sức khỏe con người. Nhiễm trùng MCR có thể phát triển ở hầu hết các mô hoặc cơ quan trong cơ thể người, với nhiễm trùng da thường xuyên hơn, cả bề ngoài và dưới da. Nhiễm trùng được ghi lại sau phẫu thuật tái tạo mạch máu cơ tim, thẩm phân màng bụng, chạy thận nhân tạo,mammoplasty và arthroplasty. Không có lây truyền được báo cáo từ bệnh nhân cho bệnh nhân, các nguồn quan trọng nhất là môi trường.
Nói chung MCR gây nhiễm trùng da xuất hiện như áp xe sinh mủ, với mưng mủ và phản ứng viêm cấp tính hoặc thay đổi từ từ với hình nốt, viêm mãn tính, loét và hình thành lỗ rò. Sự phát triển của bệnh là biến đổi, thường xuyên hơn là tiến triển mạn tính tiến triển, với những trường hợp hiếm hoi được chữa trị tự phát. Không có dấu hiệu nhận thức. Thông thường việc thiếu phản ứng với kháng sinh thường được sử dụng phổ biến nhất cho các tác nhân gây bệnh trong da là dẫn đến nghi ngờ nhiễm trùng MCR. 
Wenger et al báo cáo bùng phát các bệnh nhiễm trùng từ nước cất được lưu trữ để chuẩn bị các giải pháp, M. chelonae và sau đó phân loài abscessus, và M. gordonae và "vi sinh vật kháng axit tốc độ tăng trưởng chậm, sắc tố không xác định màu da cam" trong một phòng khám podiatry liên quan đến việc sử dụng các kim phun bị ô nhiễm.
Trong khoảng thời gian từ tháng 4 năm 2004 đến tháng 1 năm 2005, tại thành phố Belém (PA) , Brazil, đã có một đợt bùng phát bệnh viện lớn do Mycobacterium abscessus gây ra.

## Nhận diện
Mycobacteria phát triển nhanh chóng đã được phân lập từ các mẫu liên quan đến phẫu thuật videolaparoscopic, mesotherapy, và vú giả. Trong những trường hợp việc phân tích các thông tin về enzyme PCR-hạn chế đã cho thấy 235/205 căn cứ mảnh vỡ sau khi hạn chế với các enzyme Bst EII và mảnh 200/70 căn cứ tiếp tục tiêu hóa với men Hae III, và hành vi như vậy là do các loài Mycobacterium abscessus.

## Điều trị
Nhiễm trùng mycobacterium abscessus, cũng như các RCM khác, được điều trị bằng việc áp dụng liệu pháp kháng sinh thường được bổ sung vào phương pháp phẫu thuật. Kháng sinh thường được sử dụng nhất, theo cách tiếp cận thực nghiệm, là đơn trị liệu với clarithromycin, trong trường hợp các dạng da cục bộ, kết hợp với một aminoglycoside trong trường hợp ức chế miễn dịch hoặc tham gia hệ thống. [ 1 ] Đối với clarithromycin và amikacin, nên thận trọng khi dùng clarithromycin. Quinolones(ciprofloxacin, ofloxacin, gatifloxacin và moxafloxacin) được sử dụng khi bệnh nhân có phản ứng tiêu cực với những loại thuốc này, nhưng không được khuyến cáo bởi tần suất chủng kháng thuốc.